# Pirottaea absinthiicola
Pirottaea absinthiicola är en svampart som tillhör divisionen sporsäcksvampar, och som beskrevs av John Axel Nannfeldt. Pirottaea absinthiicola ingår i släktet Pirottaea, och familjen Dermateaceae. Arten är reproducerande i Sverige.